# Тур ATP Мастерс 1000
Тур ATP Мастерс 1000 (відомий як Світовий тур ATP Мастерс 1000 до грудня 2018 року) — це серія дев'яти великих тенісних турнірів, які є частиною Туру ATP і проводяться щорічно у Європі, Північній Америці та Азії. Турніри дуже важливі для провідних тенісних гравців, оскільки за престижністю поступаються тільки турнірам Великого шлему і Фіналу ATP.
Серія була створена у 1990 році після об'єднання найпрестижніших турнірів серії Grand Prix Tour Championship (1970–1989). Спочатку ці турніри називалися Чемпіонська серія, одиночний тиждень, з 1993 до 1999 — Mercedes-Benz Супер 9. У 2000 році назву було змінено на Tennis Masters Series, у 2004 — на ATP Masters Series, а у 2009 — на Світовий тур ATP Мастерс 1000. Сучасна назва з'явилася у 2019 році.
За виступи на турнірах серії Мастерс гравці отримують більше очок, ніж за участь у будь-якому іншому турнірі ATP, проте менше, ніж за турніри Великого шлему та за Фінал ATP. До 2007 року фінали турнірів серії Мастерс гралися у п'ятисетовому форматі, проте зараз усі матчі граються у трисетовому форматі. Рекорд за кількістю титулів на турнірах цієї серії з моменту її створення у 1990 році утримуюує в одиночному розряді Рафаель Надаль (35 титулів), а у парному брати-близнюки Боб і Майк Браяни (39 титулів).

## Зміни 2009 року
У 2009 році відбулися кардинальні зміни в регламенті турнірів серії. Назва була змінена з «Серія ATP Мастерс» на «Світовий Тур ATP Мастерс 1000» — додане число 1000 свідчить про кількість очок, які може заробити гравець за перемогу на турнірі. Всупереч попереднім планам, кількість турнірів не була зменшена з 9 до 8, проте Мастерс Монте-Карло став необов'язковим турніром. Hamburg Masters було понижено в статусі до турніру серії ATP 500. Мадрид Мастерс було перенесено з жовтня на травень (в 2020 році на вересень) і з хардових кортів у приміщенні на ґрунтові відкриті корти. Новий турнір у Шанхаї замінив Мастерс у Гамбурзі й зайняв місце Мадридського Мастерс у календарі в жовтні.
Шість із дев'яти турнірів Мастерс проводяться разом із турнірами WTA Premier, які мають статус, рівний до турнірів ATP Мастерс 1000.

## Турніри
| Турнір                       | Країна    | Розташування              | Стадіон                                                                         | Початок     | Покриття  | Місткість центрального корту | Діючий чемпіон                                       |
| ---------------------------- | --------- | ------------------------- | ------------------------------------------------------------------------------- | ----------- | --------- | ---------------------------- | ---------------------------------------------------- |
| Індіан-Веллс                 | США       | Індіан-Веллс (Каліфорнія) | Індіан-Веллс Теніс Ґарден                                                       | 1976        | Хард      | 16,100                       | Домінік Тім Нікола Мектич / Орасіо Себальйос         |
| Відкритий чемпіонат Маямі    | США       | Маямі                     | Хард Рок Стедіум                                                                | 1985        | Хард      | 13,800                       | Роджер Федерер Боб Браян / Майк Браян                |
| Мастерс Монте-Карло          | Монако    | Монте-Карло               | Монте-Карло Каунтрі Клаб                                                        | 1968        | Ґрунт     | 10,000                       | Фабіо Фоніні Нікола Мектич / Франко Шкугор           |
| Відкритий чемпіонат Мадриду  | Іспанія   | Мадрид                    | Каха Мегіка                                                                     | 2002        | Ґрунт     | 12,500                       | Новак Джокович Жан-Жульєн Роєр / Горія Текеу         |
| Міжнародний чемпіонат Італії | Італія    | Рим                       | Форо Італіко                                                                    | 1968        | Ґрунт     | 10,400                       | Рафаель Надаль Хуан Себастьян Кабаль / Роберт Фара   |
| Мастерс Канада               | Канада    | Монреаль / Торонто        | Стадіон IGA / Авіва Центр                                                       | 1968        | Хард      | 11,700 / 12,500              | Рафаель Надаль Марсель Гранольєрс / Орасіо Себальйос |
| Мастерс Цинциннаті           | США       | Цинциннаті / Нью-Йорк     | Тенісний центр сім'ї Лінднер / USTA Біллі Джин Кінг Національний Тенісний Центр | 1968        | Хард      | 11,600 / 23,771              | Данило Медведєв Іван Додіг / Філіп Полашек           |
| Мастерс Шанхай               | КНР       | Шанхай                    | Ці Джун Форест Спортс Сіті Арена                                                | 2009        | Хард      | 15,000                       | Данило Медведєв Мате Павич / Бруно Соарес            |
| Мастерс Париж                | Франція   | Париж                     | Аккор Готелс Арена                                                              | 1986        | Хард (i)  | 14,000                       | Новак Джокович Ніколя Маю / П'єр-Юг Ербер            |
| До 2009 року                 |           |                           |                                                                                 |             |           |                              |                                                      |
| Мастерс Гамбург              | Німеччина | Гамбург                   | Ам Ротенбаум                                                                    | 1968 - 2008 | Ґрунт     | 13,200                       | 2008 Рафаель Надаль Деніел Нестор / Ненад Зімоньїч   |
| Мастерс Штутгарт             | Німеччина | Штутгарт                  | Теніс клаб Вайссенгоф                                                           | 1996 - 2001 | Хард (i)  | 6,500                        | 2001 Томмі Гаас Максим Мирний / Сендон Столле        |
| Мастерс Ессен                | Німеччина | Ессен                     |                                                                                 | 1995        | Килим (i) |                              | 1995 Томас Мустер Пол Гаргейс / Якко Елтінг          |
| Мастерс Стокгольм            | Швеція    | Стокгольм                 | Kungliga tennishallen                                                           | 1969 - 1994 | Килим (i) | 5,000                        | 1994 Борис Бекер Тодд Вудбрідж / Марк Вудфорд        |

## Нарахування очок
| Раунд       | Очки                                   |
| ----------- | -------------------------------------- |
| Перемога    | 1000                                   |
| Фінал       | 600                                    |
| Півфінал    | 360                                    |
| Чвертьфінал | 180                                    |
| 1/8 фіналу  | 90                                     |
| 1/16 фіналу | 45                                     |
| 1/32 фіналу | 25 (96 учасників) 10 (48/56 учасників) |
| 1/64 фіналу | 10 (96 учасників)                      |

## Результати

### 2009 рік
| Турнір       | Переможець (о)   | Фіналіст               | Рахунок                 | Переможці (п)                    | Фіналісти                             | Рахунок                |
| ------------ | ---------------- | ---------------------- | ----------------------- | -------------------------------- | ------------------------------------- | ---------------------- |
| Індіан-Веллс | Рафаель Надаль   | Енді Маррей            | 6-1, 6-2                | Марді Фіш Енді Роддік            | Максим Мирний Енді Рам                | 3-6, 6-1, [14-12]      |
| Маямі        | Енді Маррей      | Новак Джокович         | 6-2, 7-5                | Максим Мирний Енді Рам           | Ешлі Фішер Стівен Хасс                | 6-7(4-7), 6-2, [10-7]  |
| Монте Карло  | Рафаель Надаль   | Новак Джокович         | 6-3, 2-6, 6-1           | Деніел Нестор Ненад Зімоньїч     | Боб Браян Майк Браян                  | 6-4, 6-1               |
| Рим          | Рафаель Надаль   | Новак Джокович         | 7-6(7-2), 6-2           | Деніел Нестор Ненад Зімоньїч     | Боб Браян Майк Браян                  | 7-6(7-5), 6-3          |
| Мадрид       | Роджер Федерер   | Рафаель Надаль         | 6-4, 6-4                | Деніел Нестор Ненад Зімоньїч     | Сімон Аспелін Веслі Муді              | 6-4, 6-4               |
| Монреаль     | Енді Маррей      | Хуан Мартін дель Потро | 6-7(4-7), 7-6(7-3), 6-1 | Магеш Бгупаті Марк Ноулз         | Максим Мирний Енді Рам                | 6-4, 6-3               |
| Цинциннаті   | Роджер Федерер   | Новак Джокович         | 6-1, 7-5                | Деніел Нестор Ненад Зімоньїч     | Боб Браян Майк Браян                  | 3-6, 7-6(7-2), [15-13] |
| Шанхай       | Микола Давиденко | Рафаель Надаль         | 7-6(7-3), 6-3           | Жо-Вілфрід Тсонга Жульєн Беннето | Маріуш Фірштенберг Марцін Матковський | 6-2, 6-4               |
| Париж        | Новак Джокович   | Гаель Монфіс           | 6-2, 5-7, 7-6(7-3)      | Деніел Нестор Ненад Зімоньїч     | Марсель Гранольєрс Томмі Робредо      | 6-3, 6-4               |

### 2010 рік
| Турнір       | Переможець (о)  | Фіналіст          | Рахунок                 | Переможці (п)                | Фіналіст                              | Рахунок          |
| ------------ | --------------- | ----------------- | ----------------------- | ---------------------------- | ------------------------------------- | ---------------- |
| Індіан-Веллс | Іван Любичич    | Енді Роддік       | 7-6(7-3), 7-6(7-5)      | Марк Лопес Рафаель Надаль    | Деніел Нестор Ненад Зімоньїч          | 7-6(10-8), 6-3   |
| Маямі        | Енді Роддік     | Томаш Бердих      | 7-5, 6-4                | Лукаш Длоуги Леандер Паес    | Магеш Бгупаті Максим Мирний           | 6-2, 7-5         |
| Монте-Карло  | Рафаель Надаль  | Фернандо Вердаско | 6-0, 6-1                | Деніел Нестор Ненад Зімоньїч | Магеш Бгупаті Максим Мирний           | 6-3, 2-0 ret.    |
| Рим          | Рафаель Надаль  | Давид Феррер      | 7-5, 6-2                | Боб Браян Майк Браян         | Джон Ізнер Сем Кверрі                 | 6-2, 6-3         |
| Мадрид       | Рафаель Надаль  | Роджер Федерер    | 6-4, 7-6(7-5)           | Боб Браян Майк Браян         | Деніел Нестор Ненад Зімоньїч          | 6-3, 6-4         |
| Торонто      | Енді Маррей     | Роджер Федерер    | 7-5, 7-5                | Боб Браян Майк Браян         | Жульєн Беннето Мікаель Льодра         | 7-5, 6-3         |
| Цинциннаті   | Роджер Федерер  | Марді Фіш         | 6-7(5-7), 7-6(7-1), 6-4 | Боб Браян Майк Браян         | Магеш Бгупаті Максим Мирний           | 6-3, 6-4.        |
| Шанхай       | Енді Маррей     | Роджер Федерер    | 6-3, 6-2                | Юрген Мельцер Леандер Паес   | Маріуш Фірштенберг Марчін Матковський | 7-5, 4-6, [10-5] |
| Париж        | Робін Содерлінг | Гаель Монфіс      | 6-1, 7-6(7-1)           | Магеш Бгупаті Максим Мирний  | Марк Ноулз Енді Рам                   | 7-5, 7-5         |

### 2011 рік
| Турнір       | Переможець (о) | Фіналіст          | Рахунок            | Переможці (п)                      | Фіналісти                      | Рахунок               |
| ------------ | -------------- | ----------------- | ------------------ | ---------------------------------- | ------------------------------ | --------------------- |
| Індіан-Веллс | Новак Джокович | Рафаель Надаль    | 4-6, 6-3, 6-2      | Олександр Долгополов Ксав'є Малісс | Роджер Федерер Стен Вавринка   | 6-4, 6-7(5-7), [10-7] |
| Маямі        | Новак Джокович | Рафаель Надаль    | 4-6, 6-3, 7-6(7-4) | Магеш Бгупаті Леандер Паес         | Максим Мирний Деніел Нестор    | 6-7(5-7), 6-2, [10-5] |
| Монте-Карло  | Рафаель Надаль | Давид Феррер      | 6-4, 7-5           | Боб Браян Майк Браян               | Хуан Ігнасіо Чела Бруно Соарес | 6-3, 6-2              |
| Мадрид       | Новак Джокович | Рафаель Надаль    | 7-5, 6-4           | Боб Браян Майк Браян               | Мікаель Льодра Ненад Зімоньїч  | 6-3, 6-3              |
| Рим          | Новак Джокович | Рафаель Надаль    | 6-4, 6-4           | Джон Ізнер Сем Кверрі              | Марді Фіш Енді Роддік          | w/o                   |
| Монреаль     | Новак Джокович | Марді Фіш         | 6-2, 3-6, 6-4      | Мікаель Льодра Ненад Зімоньїч      | Боб Браян Майк Браян           | 6-4, 6-7(5-7), [10-5] |
| Цинциннаті   | Енді Маррей    | Новак Джокович    | 6-4, 3-0 ret.      | Магеш Бгупаті Леандер Паес         | Мікаель Льодра Ненад Зімоньїч  | 7-6(7-4), 7-6(7-2)    |
| Шанхай       | Енді Маррей    | Давид Феррер      | 7-5, 6-4           | Максим Мирний Деніел Нестор        | Мікаель Льодра Ненад Зімоньїч  | 3-6, 6-1, [12-10]     |
| Париж        | Роджер Федерер | Жо-Вілфрід Тсонга | 6-1, 7-6(7-3)      | Роган Бопанна Айсам-уль-Хак Куреші | Жульєн Беннето Ніколя Маю      | 6-2, 6-4              |

### 2012 рік
| Турнір       | Переможець (о) | Фіналіст       | Рахунок              | Переможці (п)                         | Фіналісти                            | Рахунок           |
| ------------ | -------------- | -------------- | -------------------- | ------------------------------------- | ------------------------------------ | ----------------- |
| Індіан-Веллс | Роджер Федерер | Джон Ізнер     | 7-6(9-7), 6-3        | Марк Лопес Рафаель Надаль             | Джон Ізнер Сем Кверрі                | 6-2, 7-6(7-3)     |
| Маямі        | Новак Джокович | Енді Маррей    | 6-1, 7-6(7-4)        | Леандер Паес Радек Штепанек           | Максим Мирний Деніел Нестор          | 3-6, 6-1, [10-8]  |
| Монте-Карло  | Рафаель Надаль | Новак Джокович | 6-3, 6-1             | Боб Браян Майк Браян                  | Максим Мирний Деніел Нестор          | 6-2, 6-3          |
| Мадрид       | Роджер Федерер | Томаш Бердих   | 3-6, 7-5, 7-5        | Маріуш Фірштенберг Марцін Матковський | Роберт Ліндстедт Горія Текеу         | 6-3, 6-4          |
| Рим          | Рафаель Надаль | Новак Джокович | 7-5, 6-3             | Марсель Гранольєрс Марк Лопес         | Лукаш Кубот Янко Типсаревич          | 6-3, 6-2          |
| Торонто      | Новак Джокович | Рішар Гаске    | 6-3, 6-2             | Боб Браян Майк Браян                  | Марсель Гранольєрс Марк Лопес        | 6-1, 4-6, [12-10] |
| Цинциннаті   | Роджер Федерер | Новак Джокович | 6-0, 7-6(9-7)        | Роберт Ліндстедт Горія Текеу          | Магеш Бгупаті Роган Бопанна          | 6-4, 6-4          |
| Шанхай       | Новак Джокович | Енді Маррей    | 5-7, 7-6(13-11), 6-3 | Леандер Паес Радек Штепанек           | Магеш Бгупаті Роган Бопанна          | 6-7, 6-3, [10-5]  |
| Париж        | Давид Феррер   | Єжи Янович     | 6-4, 6-3             | Магеш Бгупаті Роган Бопанна           | Айсам-уль-Хак Куреші Жан-Жульєн Роєр | 7-6(8-6), 6-3     |

### 2013 рік
| Турнір       | Переможець (о) | Фіналіст               | Рахунок             | Переможці (п)                        | Фіналісти                             | Рахунок                    |
| ------------ | -------------- | ---------------------- | ------------------- | ------------------------------------ | ------------------------------------- | -------------------------- |
| Індіан-Веллс | Рафаель Надаль | Хуан Мартін дель Потро | 4-6, 6-3, 6-4       | Боб Браян Майк Браян                 | Трет Гьюі Єжи Янович                  | 6-3, 3-6, [10-6]           |
| Маямі        | Енді Маррей    | Давид Феррер           | 2–6, 6–4, 7–6(7–1)  | Айсам-уль-Хак Куреші Жан-Жульєн Роєр | Маріуш Фірштенберг Марцін Матковський | 6–4, 6–1                   |
| Монте-Карло  | Новак Джокович | Рафаель Надаль         | 6–2, 7–6(7–1)       | Жульєн Беннето Ненад Зімоньїч        | Боб Браян Майк Браян                  | 4–6, 7–6(7–4), [14–12]     |
| Мадрид       | Рафаель Надаль | Стен Вавринка          | 6–2, 6–4            | Боб Браян Майк Браян                 | Александер Пея Бруно Соарес           | 6–2, 6–3                   |
| Рим          | Рафаель Надаль | Роджер Федерер         | 6–1, 6–3            | Боб Браян Майк Браян                 | Магеш Бгупаті Роган Бопанна           | 6–2, 6–3                   |
| Монреаль     | Рафаель Надаль | Милош Раонич           | 6–2, 6–2            | Александер Пея Бруно Соарес          | Колін Флемінг Енді Маррей             | 6–4, 7–6(7–4)              |
| Цинциннаті   | Рафаель Надаль | Джон Ізнер             | 7–6(10–8), 7–6(7–3) | Боб Браян Майк Браян                 | Марсель Гранольєрс Марк Лопес         | 6–4, 4–6, [10–4]           |
| Шанхай       | Новак Джокович | Хуан Мартін дель Потро | 6–1, 3–6, 7–6(7–3)  | Іван Додіг Марсело Мело              | Давид Марреро Фернандо Вердаско       | 7–6(7–2), 6–7(6–8), [10–2] |
| Париж        | Новак Джокович | Давид Феррер           | 7-5, 7-5            | Боб Браян Майк Браян                 | Александер Пея Бруно Соарес           | 6-3, 6-3                   |

### 2014 рік
| Турнір       | Переможець (о)    | Фіналіст       | Рахунок              | Переможці (п)                | Фіналісти                             | Рахунок               |
| ------------ | ----------------- | -------------- | -------------------- | ---------------------------- | ------------------------------------- | --------------------- |
| Індіан-Веллс | Новак Джокович    | Роджер Федерер | 3-6, 6-3, 7-6(7–3)   | Боб Браян Майк Браян         | Александер Пея Бруно Соарес           | 6-4, 6-3              |
| Маямі        | Новак Джокович    | Рафаель Надаль | 6-3, 6-3             | Боб Браян Майк Браян         | Хуан Себастьян Кабаль Роберт Фара     | 7-6(10–8), 6-4        |
| Монте-Карло  | Стен Вавринка     | Роджер Федерер | 4-6, 7-6(7-5), 6-2   | Боб Браян Майк Браян         | Іван Додіг Марсело Мело               | 6–3, 3–6, [10–8]      |
| Мадрид       | Рафаель Надаль    | Кеі Нішікорі   | 2–6, 6–4, 3–0 знявся | Деніел Нестор Ненад Зімоньїч | Боб Браян Майк Браян                  | 6–4, 6–2              |
| Рим          | Новак Джокович    | Рафаель Надаль | 4-6, 6-3, 6-3        | Деніел Нестор Ненад Зімоньїч | Робін Гаазе Фелісіано Лопес           | 6-4, 7-6(7-2)         |
| Торонто      | Жо-Вілфрід Тсонга | Роджер Федерер | 7-5, 7-6(7-3)        | Александер Пея Бруно Соарес  | Іван Додіг Марсело Мело               | 6-4, 6-3              |
| Цинциннаті   | Роджер Федерер    | Давид Феррер   | 6-3, 1-6, 6-2        | Боб Браян Майк Браян         | Вашек Поспішил Джек Сок               | 6-3, 6-2              |
| Шанхай       | Роджер Федерер    | Жиль Сімон     | 7-6(8-6), 7-6(7-2)   | Боб Браян Майк Браян         | Жульєн Беннето Едуар Роже-Васслен     | 6-3, 7-6(7-3)         |
| Париж        | Новак Джокович    | Милош Раонич   | 6-2, 6-3             | Боб Браян Майк Браян         | Маріуш Фірштенберг Марцін Матковський | 7-6(7-5), 5-7, [10-6] |

### 2015 рік
| Турнір       | Переможець (о) | Фіналіст          | Рахунок            | Переможці (п)                    | Фіналісти                         | Рахунок               |
| ------------ | -------------- | ----------------- | ------------------ | -------------------------------- | --------------------------------- | --------------------- |
| Індіан-Веллс | Новак Джокович | Роджер Федерер    | 6-3, 6-7(5–7), 6-2 | Вашек Поспішил Джек Сок          | Сімоне Болеллі Фабіо Фоніні       | 6-4, 6-7(3–7), [10-7] |
| Маямі        | Новак Джокович | Енді Маррей       | 7-6(7-3), 4-6, 6-0 | Боб Браян Майк Браян             | Вашек Поспішил Джек Сок           | 6-3, 1-6, [10-8]      |
| Монте-Карло  | Новак Джокович | Томаш Бердих      | 7–5, 4–6, 6–3      | Боб Браян Майк Браян             | Сімоне Болеллі Фабіо Фоніні       | 7–6(7–3), 6–1         |
| Мадрид       | Енді Маррей    | Рафаель Надаль    | 6–3, 6–2           | Роган Бопанна Флорін Мерджа      | Марцін Матковський Ненад Зімоньїч | 6–2, 6–7(5–7), [11–9] |
| Рим          | Новак Джокович | Роджер Федерер    | 6–4, 6–3           | Пабло Куевас Давід Марреро       | Марсель Гранольєрс Марк Лопес     | 6–4, 7–5              |
| Торонто      | Енді Маррей    | Новак Джокович    | 6–4, 4–6, 6–3      | Боб Браян Майк Браян             | Деніел Нестор Едуар Роже-Васслен  | 7–6(7–5), 3–6, [10–6] |
| Цинциннаті   | Роджер Федерер | Новак Джокович    | 7–6(7–1), 6–3      | Деніел Нестор Едуар Роже-Васслен | Марцін Матковський Ненад Зімоньїч | 6–2, 6–2              |
| Шанхай       | Новак Джокович | Жо-Вілфрід Тсонга | 6–2, 6–4           | Равен Класен Марсело Мело        | Сімоне Болеллі Фабіо Фоніні       | 6–3, 6–3              |
| Париж        | Новак Джокович | Енді Маррей       | 6–2, 6–4           | Іван Додіг Марсело Мело          | Вашек Поспішил Джек Сок           | 2–6, 6–3, [10–5]      |

### 2016
| Турнір       | Переможець (о) | Фіналіст              | Рахунок            | Переможці (п)               | Фіналісти                   | Рахунок                    |
| ------------ | -------------- | --------------------- | ------------------ | --------------------------- | --------------------------- | -------------------------- |
| Індіан-Веллс | Новак Джокович | Милош Раонич          | 6–2, 6–0           | П'єр-Юг Ербер Ніколя Маю    | Вашек Поспішил Джек Сок     | 6–3, 7–6(7–5)              |
| Маямі        | Новак Джокович | Кеі Нішікорі          | 6–3, 6–3           | П'єр-Юг Ербер Ніколя Маю    | Равен Класен Ражів Рам      | 5–7, 6–1, [10–7]           |
| Монте Карло  | Рафаель Надаль | Гаель Монфіс          | 7–5, 5–7, 6–0      | П'єр-Юг Ербер Ніколя Маю    | Джеймі Маррей Бруно Соарес  | 4–6, 6–0, [10–6]           |
| Мадрид       | Новак Джокович | Енді Маррей           | 6–2, 3–6, 6–3      | Жан-Жульєн Роєр Горія Текеу | Роган Бопанна Флорін Мерджа | 6–4, 7–6 (7–5)             |
| Рим          | Енді Маррей    | Новак Джокович        | 6–3, 6–3           | Боб Браян Майк Браян        | Вашек Поспішил Джек Сок     | 2–6, 6–3, [10–7]           |
| Торонто      | Новак Джокович | Кеі Нішікорі          | 6–3, 7–5           | Іван Додіг Марсело Мело     | Джеймі Маррі Бруно Соарес   | 6–4, 6–4                   |
| Цинциннаті   | Марин Чилич    | Енді Маррей           | 6–4, 7–5           | Іван Додіг Марсело Мело     | Жан-Жульєн Роєр Горія Текеу | 7–6(7–5), 6–7(5–7), [10–6] |
| Шанхай       | Енді Маррей    | Роберто Баутіста Аґут | 7–6(7–1), 6–1      | Джон Ізнер Джек Сок         | Генрі Контінен Джон Пірс    | 6–4, 6–4                   |
| Париж        | Енді Маррей    | Джон Ізнер            | 6–3, 6–7(4–7), 6–4 | Генрі Контінен Джон Пірс    | П'єр-Юг Ербер Ніколя Маю    | 6–4, 3–6, [10–6]           |

### 2017
| Турнір       | Переможець (о)   | Фіналіст               | Рахунок        | Переможниці (п)            | Фіналіст                      | Рахунок               |
| ------------ | ---------------- | ---------------------- | -------------- | -------------------------- | ----------------------------- | --------------------- |
| Індіан-Веллс | Роджер Федерер   | Стен Вавринка          | 6–4, 7–5       | Равен Класен Ражів Рам     | Лукаш Кубот Марсело Мело      | 6–7(1–7), 6–4, [10–8] |
| Маямі        | Роджер Федерер   | Рафаель Надаль         | 6–3, 6–4       | Лукаш Кубот Марсело Мело   | Ніколас Монро Джек Сок        | 7–5, 6–3              |
| Монте Карло  | Рафаель Надаль   | Альберт Рамос Віньолас | 6–1, 6–3       | Роган Бопанна Пабло Куевас | Фелісіано Лопес Марк Лопес    | 6–3, 3–6, [10–4]      |
| Мадрид       | Рафаель Надаль   | Домінік Тім            | 7–6(10–8), 6–4 | Лукаш Кубот Марсело Мело   | Ніколя Маю Едуар Роже-Васслен | 7–5, 6–3              |
| Рим          | Александр Зверєв | Новак Джокович         | 6–4, 6–3       | П'єр-Юг Ербер Ніколя Маю   | Іван Додіг Марсель Гранольєрс | 4–6, 6–4, [10–3]      |
| Монреаль     | Александр Зверєв | Роджер Федерер         | 6–3, 6–4       | П'єр-Юг Ербер Ніколя Маю   | Іван Додіг Роган Бопанна      | 6–4, 3–6, [10–6]      |
| Цинциннаті   | Григор Димитров  | Нік Киріос             | 6–3, 7–5       | П'єр-Юг Ербер Ніколя Маю   | Джеймі Маррей Бруно Соарес    | 7–6(8–6), 6–4         |
| Шанхай       | Роджер Федерер   | Рафаель Надаль         | 6–4, 6–3       | Генрі Контінен Джон Пірс   | Лукаш Кубот Марсело Мело      | 6–4, 6–2              |
| Париж        | Джек Сок         | Філіп Країнович        | 5–7, 6–4, 6–1  | Лукаш Кубот Марсело Мело   | Іван Додіг Марсель Гранольєрс | 7–6(7–3), 3–6, [10–6] |

### 2018
| Турнір       | Переможець (о)         | Фіналіст         | Рахунок                  | Переможниці (п)                   | Фіналіст                          | Рахунок                |
| ------------ | ---------------------- | ---------------- | ------------------------ | --------------------------------- | --------------------------------- | ---------------------- |
| Індіан-Веллс | Хуан Мартін дель Потро | Роджер Федерер   | 6–4, 6–7(8–10), 7–6(7–2) | Джон Ізнер Джек Сок               | Боб Браян Майк Браян              | 7–6(7–4), 7–6(7–2)     |
| Маямі        | Джон Ізнер             | Александр Зверєв | 6–7(4–7), 6–4, 6–4       | Боб Браян Майк Браян              | Карен Хачанов Андрій Рубльов      | 4–6, 7–6 (7–5), [10–4] |
| Монте-Карло  | Рафаель Надаль         | Кеі Нішікорі     | 6–3, 6–2                 | Боб Браян Майк Браян              | Олівер Марах Мате Павич           | 7–6 (7–5), 6–3         |
| Мадрид       | Александр Зверєв       | Домінік Тім      | 6–4, 6–4                 | Нікола Мектич Александер Пея      | Боб Браян Майк Браян              | 5–3 ret.               |
| Рим          | Рафаель Надаль         | Александр Зверєв | 6–1, 1–6, 6–3            | Хуан Себастьян Кабаль Роберт Фара | Пабло Карреньо Буста Жуау Соуза   | 3–6, 6–4, [10–4]       |
| Торонто      | Рафаель Надаль         | Стефанос Ціціпас | 6–2, 7–6 (7–4)           | Генрі Контінен Джон Пірс          | Равен Класен Майкл Вінус          | 6–2, 6–7 (7–9), [10–6] |
| Цинциннаті   | Новак Джокович         | Роджер Федерер   | 6–4, 6–4                 | Джеймі Маррей Бруно Соарес        | Хуан Себастьян Кабаль Роберт Фара | 4–6, 6–3, [10–6]       |
| Шанхай       | Новак Джокович         | Борна Чорич      | 6–3, 6–4                 | Лукаш Кубот Марсело Мело          | Джеймі Маррі Бруно Соарес         | 6–4, 6–2               |
| Париж        | Карен Хачанов          | Новак Джокович   | 7–5, 6–4                 | Марсель Гранольєрс Ражів Рам      | Жан-Жульєн Роєр Горія Текеу       | 6–4, 6–4               |

### 2019
| Турнір       | Переможець (о)  | Фіналіст         | Рахунок       | Переможниці (п)                     | Фіналіст                          | Рахунок                    |
| ------------ | --------------- | ---------------- | ------------- | ----------------------------------- | --------------------------------- | -------------------------- |
| Індіан-Веллс | Домінік Тім     | Роджер Федерер   | 3–6, 6–3, 7–5 | Нікола Мектич Орасіо Себальйос      | Лукаш Кубот Марсело Мело          | 4–6, 6–4, [10–3]           |
| Маямі        | Роджер Федерер  | Джон Ізнер       | 6–1, 6–4      | Боб Браян Майк Браян                | Веслі Колгоф Стефанос Ціціпас     | 7–5, 7–6(10–8)             |
| Монте-Карло  | Фабіо Фоніні    | Душан Лайович    | 6–3, 6–4      | Нікола Мектич Франко Шкугор         | Робін Гаазе Веслі Колгоф          | 6–7(3–7), 7–6(7–3), [11–9] |
| Мадрид       | Новак Джокович  | Стефанос Ціціпас | 6–3, 6–4      | Жан-Жульєн Роєр Горія Текеу         | Дієго Шварцман Домінік Тім        | 6–2, 6–3                   |
| Рим          | Рафаель Надаль  | Новак Джокович   | 6–0, 4–6, 6–1 | Хуан Себастьян Кабаль Роберт Фара   | Равен Класен Майкл Вінус          | 6–1, 6–3                   |
| Монреаль     | Рафаель Надаль  | Данило Медведєв  | 6–3, 6–0      | Марсель Гранольєрс Орасіо Себальйос | Робін Гаазе Веслі Колгоф          | 7–5, 7–5                   |
| Цинциннаті   | Данило Медведєв | Давід Ґоффен     | 7–6(7–3), 6–4 | Іван Додіг Філіп Полашек            | Хуан Себастьян Кабаль Роберт Фара | 4–6, 6–4, [10–6]           |
| Шанхай       | Данило Медведєв | Александр Зверєв | 6–4, 6–1      | Мате Павич Бруно Соарес             | Лукаш Кубот Марсело Мело          | 6–4, 6–2                   |
| Париж        | Новак Джокович  | Денис Шаповалов  | 6–3, 6–4      | Ніколя Маю П'єр-Юг Ербер            | Карен Хачанов Андрій Рубльов      | 6–4, 6–1                   |

## Найтитулованіші гравці
Активні гравці з трьома або більше титулами серії Мастерс
| # | Гравець  | ІВ | МА | МК | РМ | МД | КН | ЦИ | ШХ | ПА | ГА | #  | Період |
| - | -------- | -- | -- | -- | -- | -- | -- | -- | -- | -- | -- | -- | ------ |
| 1 | Надаль   | 3  | —  | 11 | 9  | 5  | 5  | 1  | 1  | —  | 1  | 35 | з 2005 |
| 2 | Джокович | 5  | 6  | 2  | 4  | 3  | 4  | 1  | 4  | 5  | —  | 34 | з 2007 |
| 3 | Федерер  | 5  | 4  | —  | —  | 3  | 2  | 7  | 2  | 1  | 4  | 28 | з 2002 |
| 4 | Маррей   | —  | 2  | —  | 1  | 2  | 3  | 2  | 3  | 1  | —  | 14 | з 2008 |
| 5 | Зверєв   | —  | —  | —  | 1  | 1  | 1  | —  | —  | —  | —  | 3  | з 2018 |

## Зауваження
↑  Фінал Мастерс в Римі у 2005 році між іспанцем Рафаелем Надалем та аргентинцем Гільєрмо Кор'я був найдовшим фіналом в історії (тривав 5 годин і 14 хвилин), допоки цей рекорд не побили Рафаель Надаль та Новак Джокович у фіналі Australian Open 2012, зігравши його за 5 годин і 53 хвилини. У фіналі Мастерс в Римі 2006 року пройшов інший класичний матч, у якому Надаль переміг Федерера за 5 годин і 5 хвилин.
↑  П'ятий турнір серії Мастерс у сезоні грався у Гамбурзі до 2008 року. З 2009 року Мастерс у Мадриді перенесли з харду у приміщенні на відкритий ґрунт, і він зайняв місце Гамбурзького Мастерса в календарі.
↑  Восьмий турнір серії Мастерс у сезоні мав складну історію. Він грався у Стокгольмі у 1990–1994 роках, в Ессені у 1995 році, у Штутгарті у 1996–2001 роках та у Мадриді у 2002–2008 роках. У 2009, коли Мадридський Мастерс було перенесено на травень, його місце в календарі зайняв новостворений турнір у Шанхаї.